# Kawagoe
Ne doit pas être confondu avec Kawagoe (Mie).
Kawagoe (川越市, Kawagoe-shi) est une ville située dans la préfecture de Saitama, au Japon.

## Géographie

### Situation
La ville de Kawagoe est située dans le sud de la préfecture de Saitama, sur l'île de Honshū, au Japon. Cette cité-dortoir s'étend sur 109,13 km2 au-delà de la pointe nord du plateau de Musashino, environ 32 km au nord-ouest de l'agglomération de Tokyo.

### Municipalités limitrophes
| Tsurugashima | Sakado, Kawajima              | Ageo    |
| Hidaka       | Kawagoe                       | Saitama |
| Sayama       | Tokorozawa, Miyoshi, Fujimino | Fujimi  |

### Hydrographie
Entrant dans Kawagoe, la rivière Iruma prend la direction nord-est jusqu'à la limite nord de la ville, le long de laquelle elle serpente avant que son cours ne s'infléchisse vers le sud-est. Le cours d'eau rejoint le fleuve Ara dans l'est de la ville, quelques centaines de mètres au nord-ouest d'un pont supportant une section de la ligne Kawagoe.

### Démographie
Lors du recensement 2015, la ville de Kawagoe comptait 350 745 habitants.

## Histoire
En 1889, à partir du domaine féodal de Kawagoe, le bourg de Kawagoe est créé dans la préfecture de Saitama nouvellement établie sur une partie des terres de la province de Musashi. En 1922, comptant 31 000 habitants, il acquiert le statut de ville. Dix-sept et trente-trois ans plus tard, il s'élargit en absorbant successivement un village voisin puis neuf autres,,.

## Culture locale et patrimoine
Kawagoe est surnommée « petite Edo » (小江戸, Koedo), d'après l'ancien nom de Tokyo. Comme Hikone, ville de la préfecture de la préfecture de Shiga, dans la région du Kansai, elle fait partie des municipalités japonaises qui ont préservé l'atmosphère des cités de l'époque d'Edo (1603-1868), des jōkamachi (« ville-château ») parsemées de résidences appartenant à la noblesse militaire.
Kawagoe est célèbre pour ses patates douces et, dans  l'« allée des confiseries » locale, on vend des friandises et autres mets à base de ce légume, tels que des chips, des glaces, du café et même de la bière, brassée par la brasserie locale Coedo Brewery.

### Patrimoine architectural
Le monument le plus important à Kawagoe est la tour de l'horloge qui, bien que n'étant plus fonctionnelle, reste l'emblème de la ville (le timbre de son carillon est classé parmi les 100 sons naturels du Japon). Vient ensuite le Kita-in, temple bouddhique possédant 500 statues de Rakan.
Toutefois, l'intérêt de la ville réside également dans ses ensembles de maisons à l'ancienne, pourvues de lourdes toitures typiques. Ces maisons appelées kurazukuri (蔵造り), ont été construites sous l'influence culturelle de l'ancienne capitale shogunale, Edo. On peut voir des modèles aux dimensions des constructions originales et observer leur structure dans le musée de la ville.
À côte du musée se trouve le château de Kawagoe et Kashiya-yokocho, le quartier des pâtissiers.

## Transports

### Chemin de fer
La gare de Kawagoe est la gare principale de la ville. Elle est desservie par la ligne Kawagoe de la compagnie JR East et la ligne Tōjō de la compagnie Tōbu. La ligne Shinjuku de la compagnie Seibu arrive à la gare de Hon-Kawagoe.

## Jumelages
- Offenbach-sur-le-Main (Allemagne) depuis le 24 août 1983
- Salem, Oregon (États-Unis) depuis le 1er août 1986
- Autun (France) depuis le 18 octobre 2002[7]

## Symboles municipaux
En 1982, afin de marquer le 60e anniversaire de la ville, la mairie, par l'intermédiaire d'une consultation locale, désigne le chêne vert du japon comme arbre symbole de la municipalité de Kawagoe et la fleur de l'arbuste corète du Japon comme sa fleur symbole. Dix ans plus tard, l'oie est choisie comme oiseau symbole municipal.
L'emblème de Kawagoe, adopté en mai 1912, à l'aube de l'ère Taishō (1912-1926), est une forme stylisée du nom de la ville. Le sinogramme japonais « 川 (kawa, « cours d'eau ») », au centre, est entouré des katakanas « コ » (« ko », en haut) et « エ » (« e », en bas). La dynamique circulaire de l'ensemble figure le souhait d'un développement prospère de la ville.

## Personnalités
- Utamaro Kitagawa, graveur d'estampes, est né à Kawagoe en 1753.
- Eiko Hanamura, mangaka et illustratrice, est née à Kawagoe en 1929.
- Hideichi Yokozeki, cartographe japonais, est née à Kawagoe en 1900.

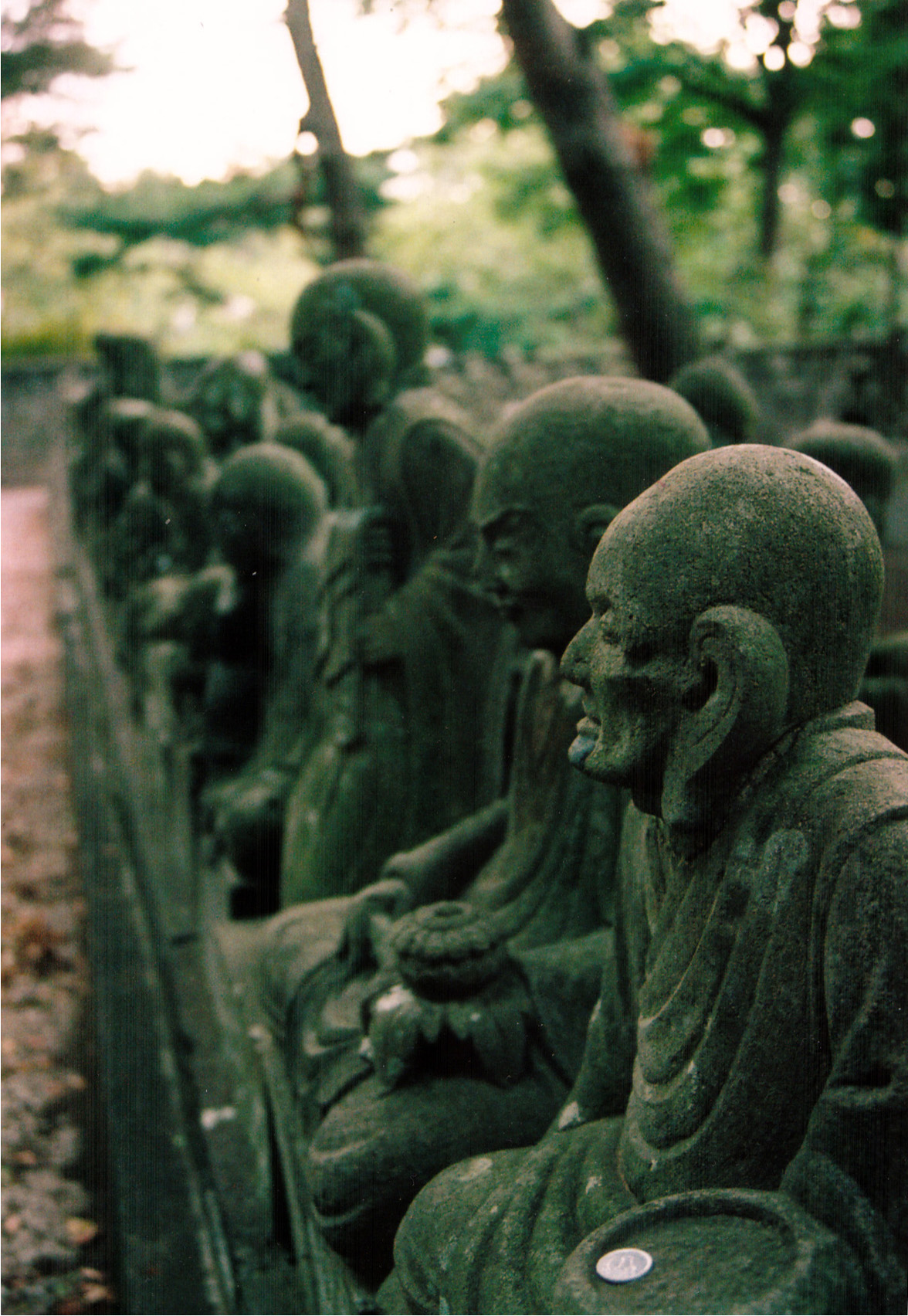
Gohyaku Rakan du Kita-in.
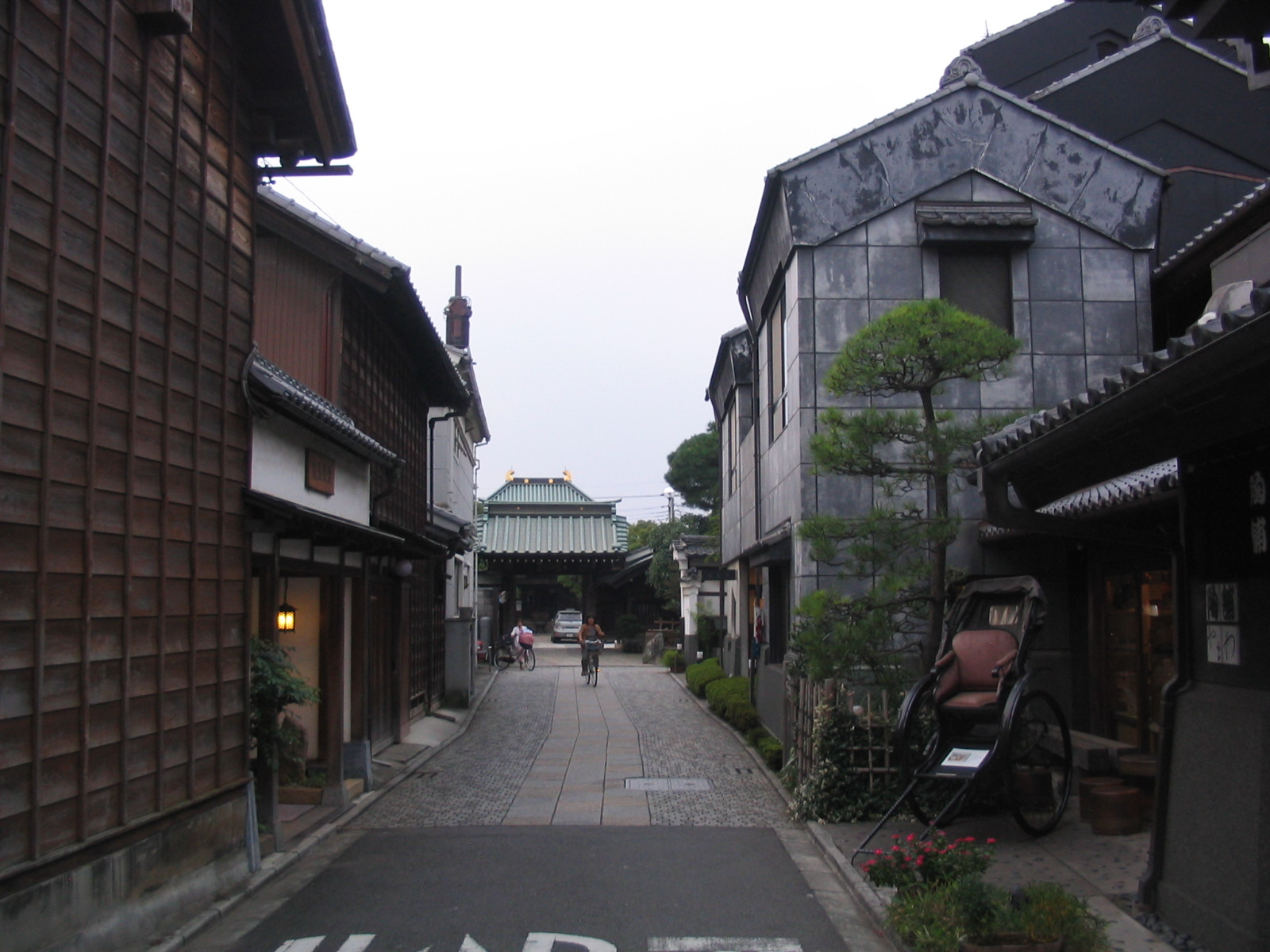
Une rue traditionnelle de Kawagoe.
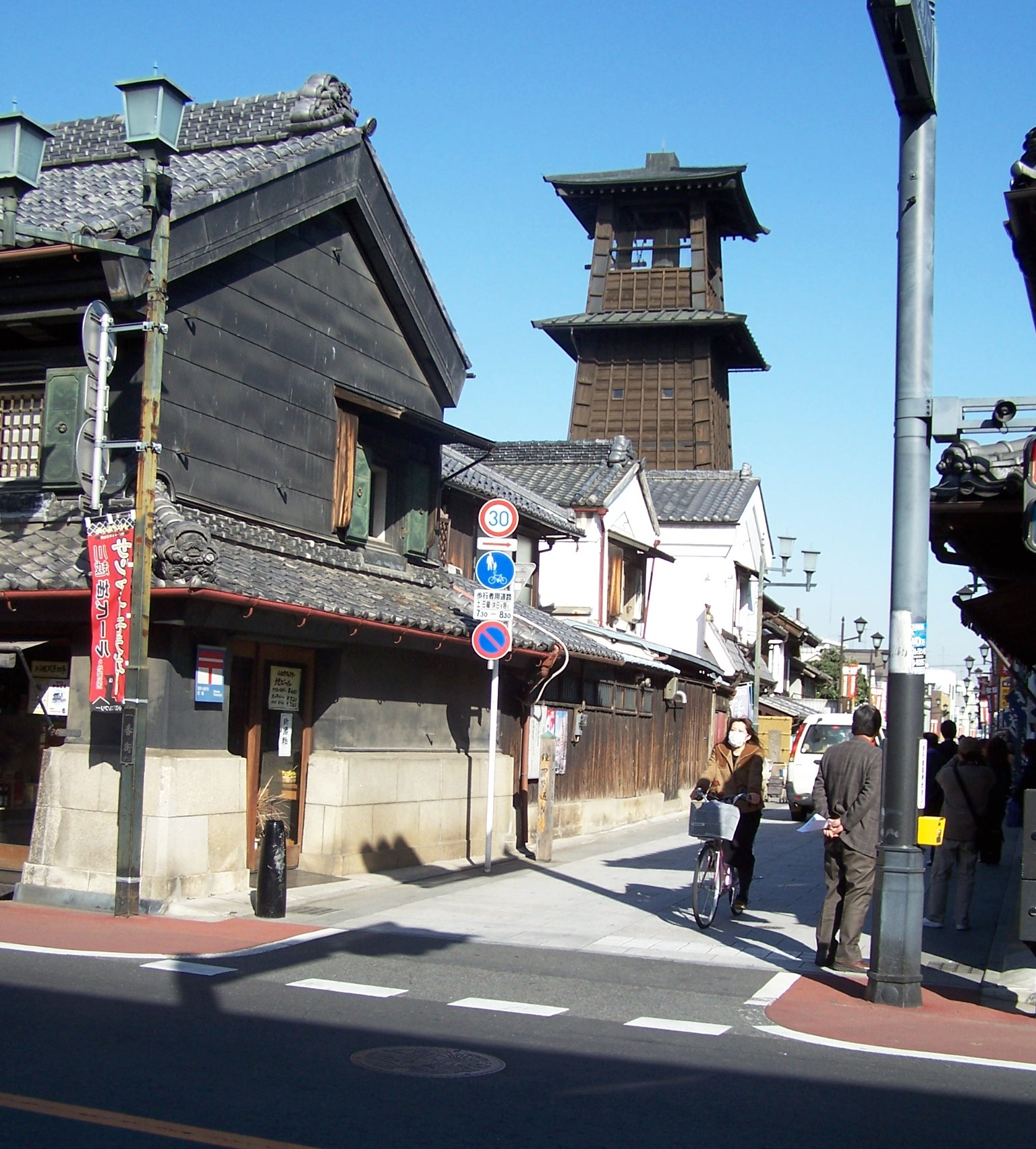
Clocher de Kawagoe.